# 远藤周作文学馆

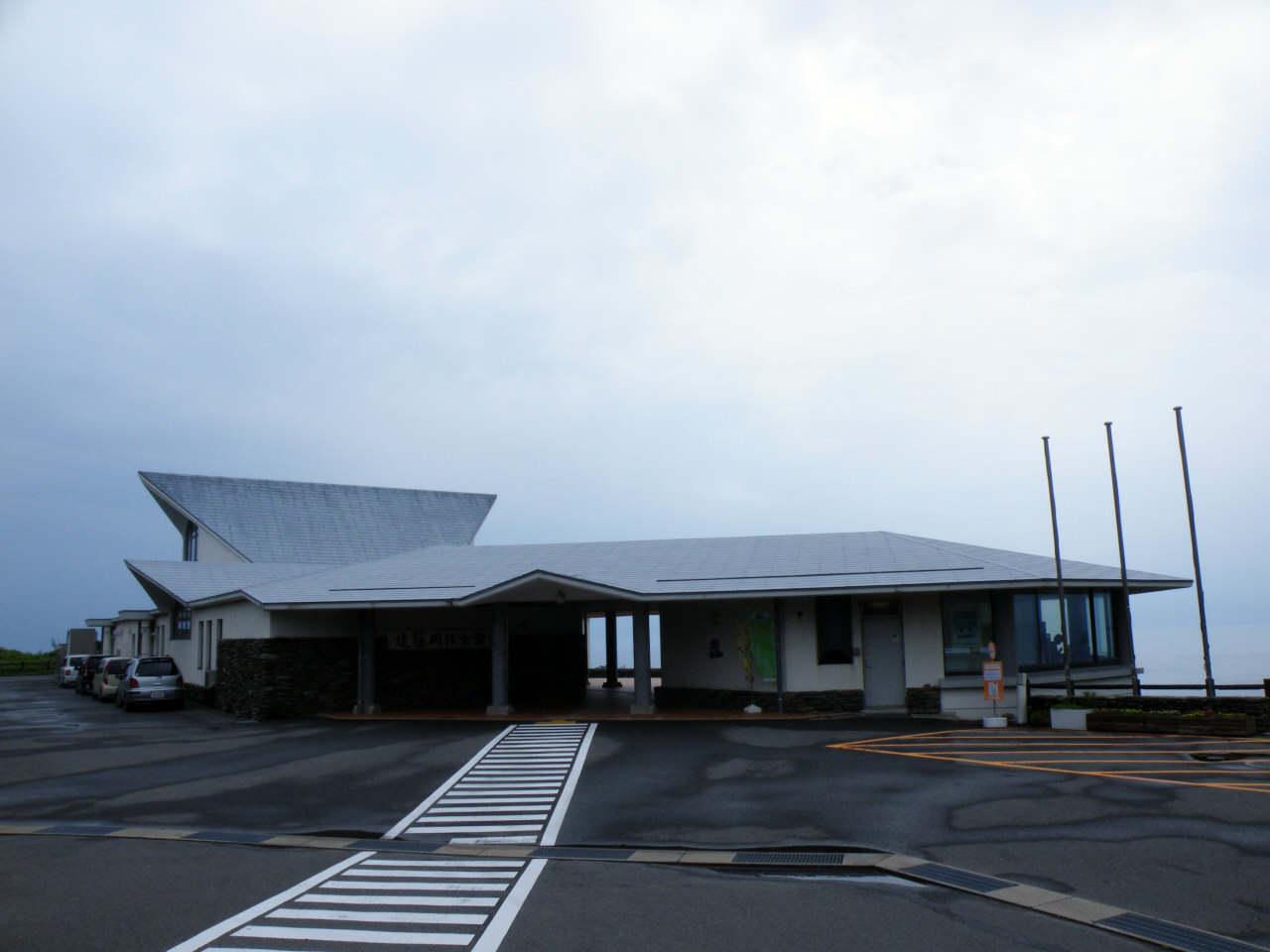
外景

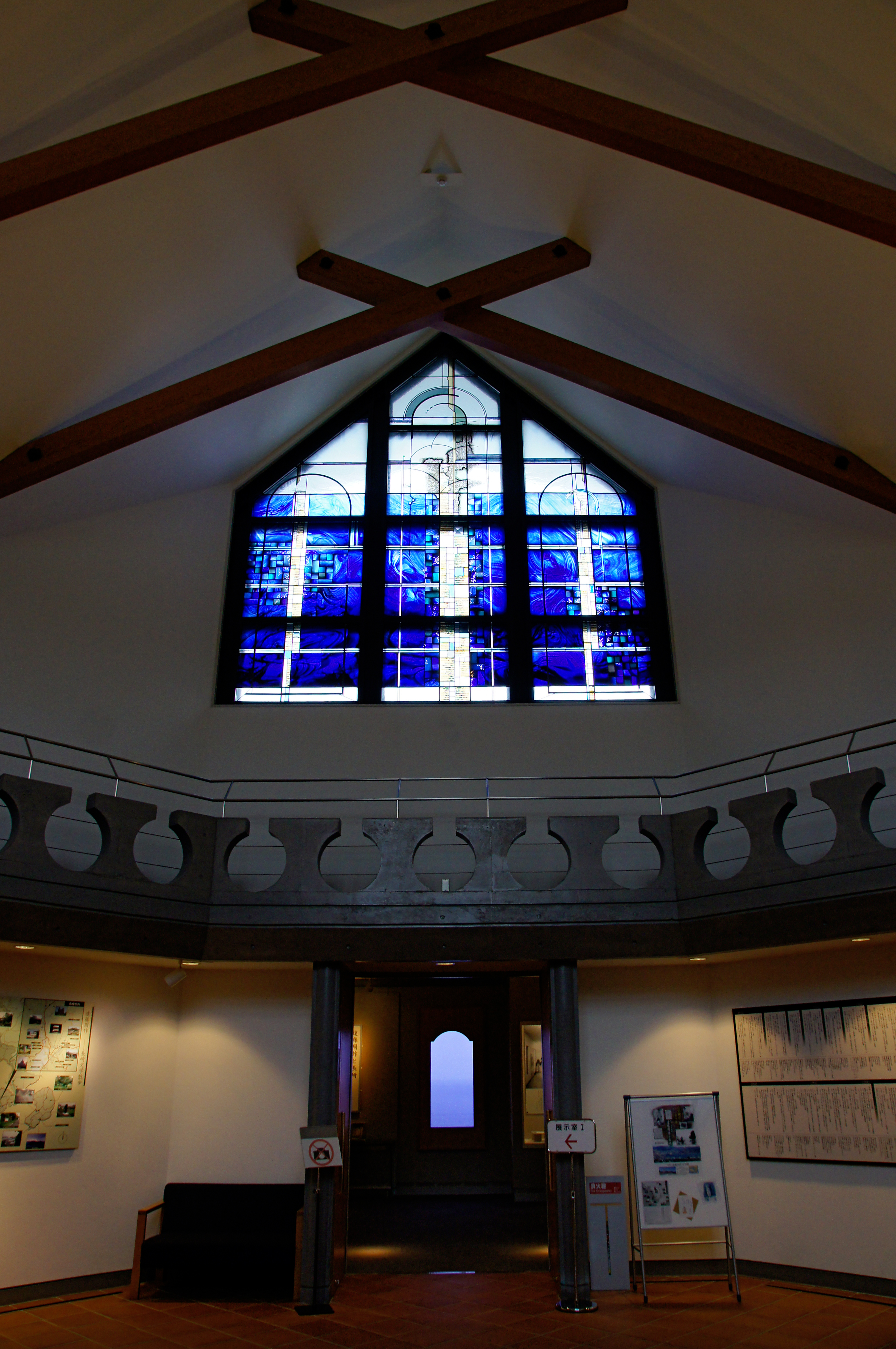
内景

远藤周作文学馆（英語：Syusaku Endo Literature Museum）是一座位于日本长崎市的博物馆。

## 历史
2000年5月外海町立远藤周作文学馆建成开馆，2005年1月改为现在名字。位于日本长崎市东出津町77番地，是纪念日本作家远藤周作的传记博物馆，也是一座基督教博物馆，陈列着作家曾经读过的《圣经》和《玫瑰经》，床边还立有一座圣母玛利亚的雕像，博物馆向外望去可以看到五岛列岛。

## 营业时间
- 周一至周日：上午九点至下午五点